# Категория 5
„Категория 5“ (на английски: The Hurricane Heist) или „Кражба в урагана“ е копродукция на САЩ, Великобритания и България игрален филм (екшън, трилър, приключенски) от 2017 година на режисьора Роб Коен, по сценарий на Скот Уиндхаузер, Карлос Дейвис и Джеф Диксън. Оператор е Шели Джонсън. Музиката е на Лорн Балф.
Снимките започват през 2016 година в България .

## Сюжет
На бреговете на Америка стремително са надига ураган. Там банда крадци планират идеалното престъпление – да изнесат 600 млн. долара от хазната на САЩ, възползвайки се от щетите, които нанася бурята като прикритие. Но когато развилнелият се вятър се усилва до смъртна опасност, категория 5, внимателно изработеният план започва да се пръска по шевовете .

### Актьорски състав
| Роля                       | Изпълнител         |
| -------------------------- | ------------------ |
| Уил                        | Тоби Кебъл         |
| Кейси                      | Маги Грейс         |
| Брийз                      | Райън Коунтън      |
| Пъркинс                    | Ралф Айнесън       |
| Саша                       | Мелиса Болона      |
| шериф Диксън               | Бен Крос           |
| Райс                       | Джеймс Кътлър      |
| Морено                     | Кристиан Контрерас |
| Ксандър                    | Джими Уокър        |
| Фриърс                     | Ед Бърч            |
| Джаги                      | Мойо Аканде        |
| заместник шериф Майкълс    | Джеймс Барискейл   |
| Брус                       | Ерик Рондел        |
| заместник шериф Гейбриъл   | Марк Баснайт       |
| заместник шериф Ротилсбърг | Кийт Евънс         |
| заместник шериф Болдуин    | Марк Рино Смит     |
| заместник шериф Даймънд    | Бруук Джонстън     |
| младия Брийз               | Патрик МакОли      |
| младия Уил                 | Леонардо Дикенс    |
| Найлс                      | Стюарт МакКуори    |
| Лори                       | Наташа Карам       |
| Кийт                       | Дж. Р. Еспозито    |
| ефрейтор                   | Стивън Бадоски     |
| валутен охранител 1        | Веселин Троянов    |
| валутен охранител 2        | Райън Диъри        |
| Морис                      | Атанас Сребрев     |
| охранител 1                | Дерек Морс         |
| охранител 2                | Луис Рийд          |
| младия Уил (глас)          | Люк Джуди          |
| младия Брийз (глас)        | Андре Робинсън     |